# Вирџин Горда (Девичанска Острва)
Вирџин Горда (енгл. Virgin Gorda) је друго по величини међу Британским Девичанским Острвима. Острво има 21 квадратни километар и око 3000 становника. Тврди се да је Кристифор Колумбо назвао острво „Дебела девица“, јер по облику острво подсећа на дебелу жену која лежи на леђима. 
Острво је значајно туристичко одредиште. Велика атракција острва су вулканске геолошке формације познате као „купатила“ (енгл. The Baths) на југу острва. Овде огромне гранитне стене стварају пећине отворене према мору.